# St. Gallus (Tastungen)

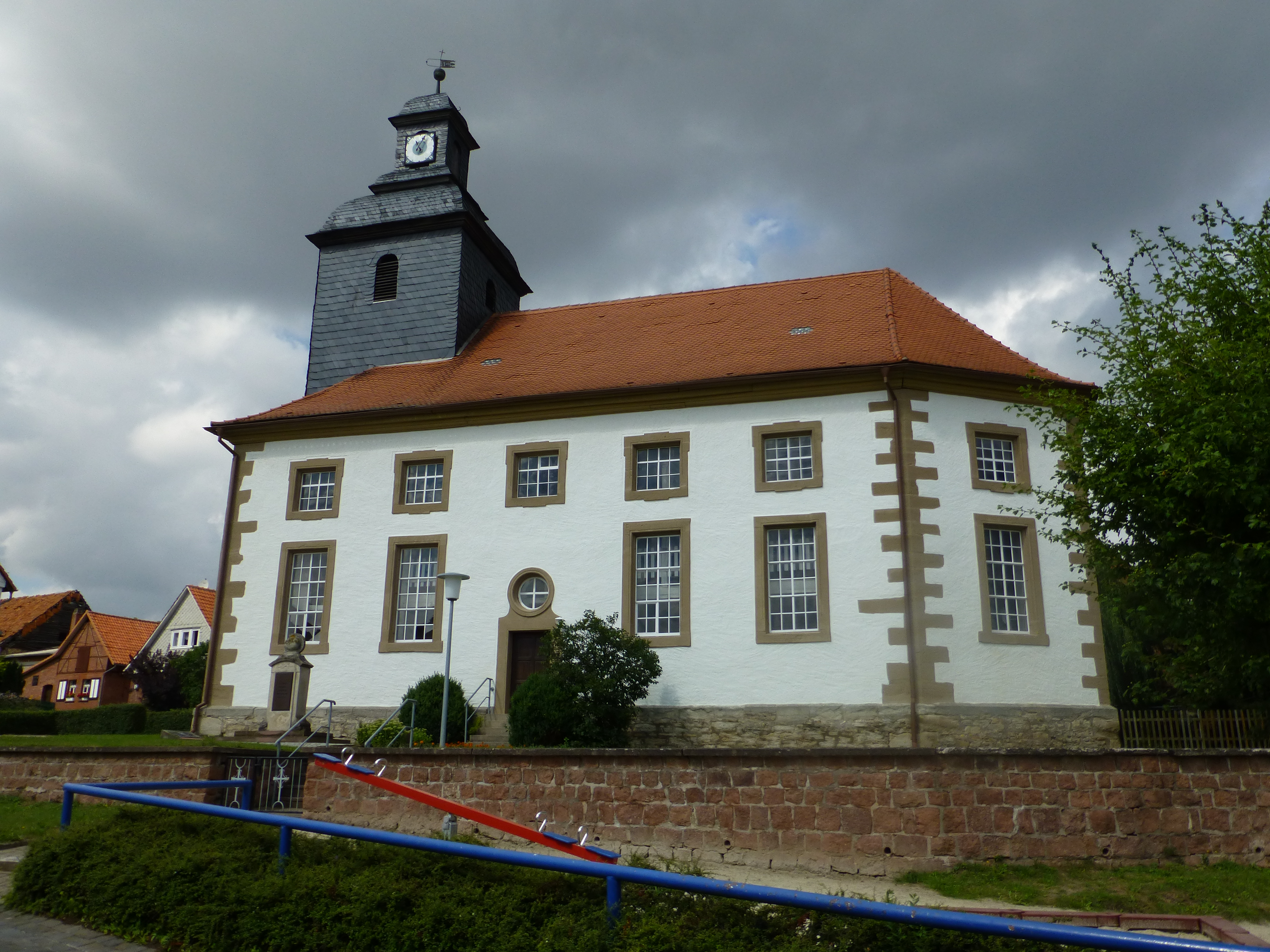
St. Gallus

Die evangelische Dorfkirche St. Gallus steht in der Gemeinde Tastungen im Landkreis Eichsfeld in Thüringen.

## Geschichte
Im Jahre 1238 wurde in Tastungen das Pfarramt erwähnt. Demnach gab es zu dieser Zeit schon ein Gotteshaus im Dorf.
Vom Bau eines neuen Gotteshauses wird 1724 berichtet.
Die neue Dorfkirche wurde hauptsächlich über Spenden der Gläubigen finanziert. Den Restbetrag finanzierte die Kirchgemeinde über einen Kredit. Bei der Finanzierung soll die Stadt Duderstadt eine Rolle gespielt haben. Über die Baudurchführung ist nichts überliefert.
1723 war der Neubau abgeschlossen. Im Zuge des Innenausbaus erfolgte 1730 der Einbau der Orgel durch die Orgelbaufirma Creutzburg aus Duderstadt. Die bis heute bespielbare Orgel ist die älteste Orgel der Region.
Im Laufe der Jahre wurde die Dorfkirche mehrmals restauriert. Alles ist noch wie ursprünglich erhalten.